# زاویه سادات
زاویه سادات روستایی است که در استان اردبیل، شهرستان خلخال، بخش مرکزی، دهستان خانندبیل شرقی قرار دارد.

## جمعیت
بر اساس سرشماری سال ۱۳۸۵ جمعیت این روستا ۳۰۰ نفر با ۷۶ خانوار بوده‌است.